# Arthabaska
Arthabaska – regionalna gmina hrabstwa (MRC) w regionie administracyjnym Centre-du-Québec prowincji Quebec, w Kanadzie. Stolicą jest miasto Victoriaville. Składa się z 24 gmin: 4 miast, 8 gmin, 1 wsi, 8 parafii i 3 kantonów.
Arthabaska ma 69 237 mieszkańców. Język francuski jest językiem ojczystym dla 97,8%, angielski dla 0,8% mieszkańców (2011).